# Flora Inostroza García
Flora Inostroza García (Osorno, 26 de julio de 1930 - Frutillar, 12 de febrero de 2016) fue una pianista, violonchelista, profesora y gestora cultural, siendo principalmente reconocida como la fundadora de las Semanas Musicales de Frutillar.

## Biografía
Nació en el seno de una familia amante de la música y desde edad muy temprana, a los 6 años, empezó a estudiar en el Conservatorio de Música Carolina Klagges de Osorno, impulsada por su madre. Sus estudios de enseñanza básica y enseñanza media los realizó en el Instituto Alemán de Osorno, egresando de humanidades en el Liceo de Niñas de Osorno.
En el año 1953 creó su propia academia de música, que dirigió hasta el año 1963. Un año antes de dejarlo, en 1962, y hasta 1969 cursó varias especialidades en diferentes áreas musicales en Chile y en el extranjero, destacando los estudios de violoncello con profesorado chileno, alemán y ruso.
Además, entre los años 1962 y hasta 1980 fue profesora de Educación Musical en el Instituto Alemán de Osorno, donde también dirigió la Orquesta Infantil Orff y el Conjunto de Guitarras.
Contrajo matrimonio con Marcelo Lopetegui y tuvieron tres hijos: Marcelo, Flora y Cecilia.

## Trayectoria
A principios de los 60, se integró como violoncellista en la Orquesta Filarmónica de Osorno y Lopetegui como violinista. Era habitual en aquel momento realizar encuentros corales con artistas en la zona sur de Chile, para crear orquestas. A la vez, al matrimonio se le presentó la oportunidad de compar un apartamento frente al Lago Llanquihuel en Frutillar y una vez establecidos allí se implicaron con el vecindario y las instituciones que apoyaron sus inquietudes musicales.
Fue una de las principales impulsoras, en 1968, del festival de música junto al Lago Llanquihue, lo cual derivó en las Semanas Musicales de Frutillar, que se convirtió en el festival de música clásica más importante de Chile y uno de los principales de toda Latinoamérica, con gran prestigio internacional. Según sus propias palabras sobre el inicio de las semanas musicales dijoː

“Yo era muy buena para hablar y mi marido para juntar músicos. Nos unimos y comenzamos a tocar. Era un gran coro y muy bien formado. Luego de esos se nos ocurrió comenzar a invitar a la gente del lugar. La primera función realizada en el Colegio Alemán se llenó, tras lo cual se creó la primera jornada de las Semanas Musicales de Frutillar”.

En 1979 creó la Corporación Cultural "Semanas Musicales", organización de la cual fue presidenta hasta el día de su muerte. A finales de la década de 1980 planeó la construcción del Teatro del Lago, una sala de conciertos en Frutillar, obra que se vio concretada en 2010.
En el año 2005 se diplomó en Gestión Cultural por la Universidad de Los Lagos. Hablaba español, inglés y alemán.
Falleció el 12 de febrero de 2016 debido al cáncer de páncreas que le diagnosticaron tres años antes.

## Premios y distinciones
Recibió innumerables distinciones, entre las que se encuentranː
- Premio Nacional de Turismo, otorgado por la Cámara de Turismo de la V Región y el Instituto de Fomento Turístico de Viña del Mar en 1992.
- Premio “Ernesto Pinto Lagarrigue”, otorgado por los “Amigos del Arte” de Santiago, por gestión cultural en Regiones en el año 2000.
- “Mujer Destacada de la X Región” por la Intendencia Regional en el Día Internacional de la Mujer en el año 2001.
- “Personaje Destacado de Frutillar” declarado por la Municipalidad de Frutillar en el año 2001.
- La Universidad de Los Lagos la distinguió por su Gestión Cultural en la Región de Los Lagos en el año 2004.
- El Diario El Mercurio de Santiago la seleccionó entre las Cien mujeres más destacadas de Chile en el 2006.
- Reconocimiento público de la Corporación Cultural “Semanas Musicales de Frutillar” en su condición de Socia Fundadora y por su trayectoria de 40 años en la institución, en 2008.
- Declarada “Hija Ilustre de Osorno”, en 2009.

Tras su muerte y en reconocimiento a su legado, se celebraron numerosos homenajes para recordar su trabajo y aportaciones a la cultura musical chilena. 
En 2019 la alcaldía de su ciudad natal ubicó un busto de Flora Inostroza en el lugar donde estaba su casa familiar en un acto en el que su hija destacó de su madre que "vivió en función de practicar, enseñar y difundir ampliamente la magia de la música docta en nuestra ciudad, en nuestra región, en Chile y en el mundo".